# Lie About Us
"Lie About Us" é uma canção gravada pelo artista americano Avant de seu quarto álbum de estúdio Director (2006). A música conta com a participação da ex-vocalista do Pussycat Dolls Nicole Scherzinger. Inspirado no relacionamento de Beau Dozier com o cantora de soul Joss Stone, ele escreveu junto com Bruce Boniface, enquanto a produção foi feita por Ron Fair, Dozier e Tal Herzberg. "Lie About Us" é uma balada neo soul que liricamente discute um homem prometendo a sua amante para vir limpar o mundo sobre o seu caso.

## Antecedentes
Uma versão original da música aparece no álbum Showtime de 2004 da banda alemã Bro'Sis. Mais tarde, a música deveria aparecer no álbum de estréia de Scherzinger, Her Name Is Nicole, mas a equipe de Avant insistiu que deveria gravar em seu álbum. A canção foi enviada para estações de rádio urbanas contemporâneas nos Estados Unidos em 31 de julho, servindo como o terceiro single do Director. Ele marca sua segunda colaboração, já que Avant apareceu anteriormente no remix da música "Stickwitu" do Pussycat Dolls, lançada em dezembro de 2005.

## Composição
A canção foi escrita por Beau Dozier ao lado de Bruce Boniface enquanto a produção foi feita por Ron Fair, Dozier e Tal Herzberg. Dozier foi inspirada por seu relacionamento com a cantora de soul Joss Stone. Ele se apaixonou por Stone enquanto ele namorava uma garota, mas eventualmente terminou as coisas em favor de Stone. Eles passaram dois anos juntos antes de se separarem em novembro de 2005. Uma balada neo soul que dura quatro minutos e nove segundos, Narra um relacionamento secreto enquanto o homem promete a sua amante deixar sua mulher e falar ao mundo sobre seu caso, como mencionado nas falas: "Por favor, não diga que você quer desistir / Como lhe digo e que estou apaixonado? / E eu sei que você está esperando pacientemente por esse dia que não precisaremos mais mentir sobre nós." De acordo com Quentin B. Huff do PopMatters observou que a amante tem dúvidas e não está acreditanto nisso cegamente.

## Recepção
Quentin B. Huff, do PopMatters, descreveu a canção como "outra trilha de destaque possível" e elogiou os "excelentes vocais" de Scherzinger. Huff concluiu: "Outro bom fato: é um bom dueto." Johnny Dee, do The Guardian, descreveu a música como "gordurosa". Comercialmente, a música tocou moderadamente. Nos Estados Unidos, a música alcançou o primeiro lugar no Billboard Bubbling Under R&B/Hip-Hop Singles, uma tabela de componentes que representa as 25 músicas que não conseguiram causar impacto na parada de Hot R&B/Hip-Hop Songs. No Reino Unido, a música chegou ao número 76.

## Faixas e formatos
Download Digital
1. "Lie About Us"  – 4:09
2. "Lie About Us" (Dave Audé Club Mix) – 8:49

## Créditos e equipe
| Créditos adaptados do encarte de "Lie About Us". Equipe - Beau Dozier – produtor, compositor - Bruce Boniface – compositor - Mike Eleopoulos – engenharia | - Ron Fair – produção, maestro, arranjo de cordas - Tal Herzberg – co-produtor, Pro Tools - Peter Mokran – mixagem |

## Desempenho nas tabelas musicais

### Paradas semanais
| Chart (2006)                                                  | Maior posição |
| ------------------------------------------------------------- | ------------- |
| Estados Unidos (Billboard Bubbling Under R&B/Hip-Hop Singles) | 1             |
| Reino Unido (UK Singles Chart)                                | 76            |
| Reino Unido (OCC UK R&B)                                      | 9             |

## Histórico de lançamento
| País        | Data                   | Formato                           | Gravadora         | Ref.   |
| ----------- | ---------------------- | --------------------------------- | ----------------- | ------ |
| EUA         | 31 de julho de 2006    | Rádios de sucessos contemporâneos | Interscope Geffen | [ 13 ] |
| EUA         | 7 de agosto de 2006    | Rádios de sucessos contemporâneos | Interscope Geffen | [ 14 ] |
| Alemanha    | 7 de setembro de 2006  | Vinil                             | Universal Music   | [ 15 ] |
| Reino Unido | 23 de setembro de 2006 | Download digital                  | Universal Island  | [ 10 ] |